# موته
موته، روستایی در دهستان موته بخش لایبید شهرستان میمه و وزوان در استان اصفهان ایران است. این روستا، مرکز دهستان موته است.

## منطقه حفاظت‌شده موته
پناهگاه حیات وحش موته با وسعت ۲۰۵ هزار هکتار در شمال غربی استان اصفهان، شمال میمه و جنوب غربی شهرستان دلیجان قرار دارد. پناهگاه حیات وحش موته در مابین شهرستان شاهین‌شهر و میمه، شهرستان محلات و شهرستان گلپایگان قرار دارد. از پناهگاه حیات وحش موته به عنوان مهم‌ترین پناهگاه آهوی ایرانی یاد می‌شود.

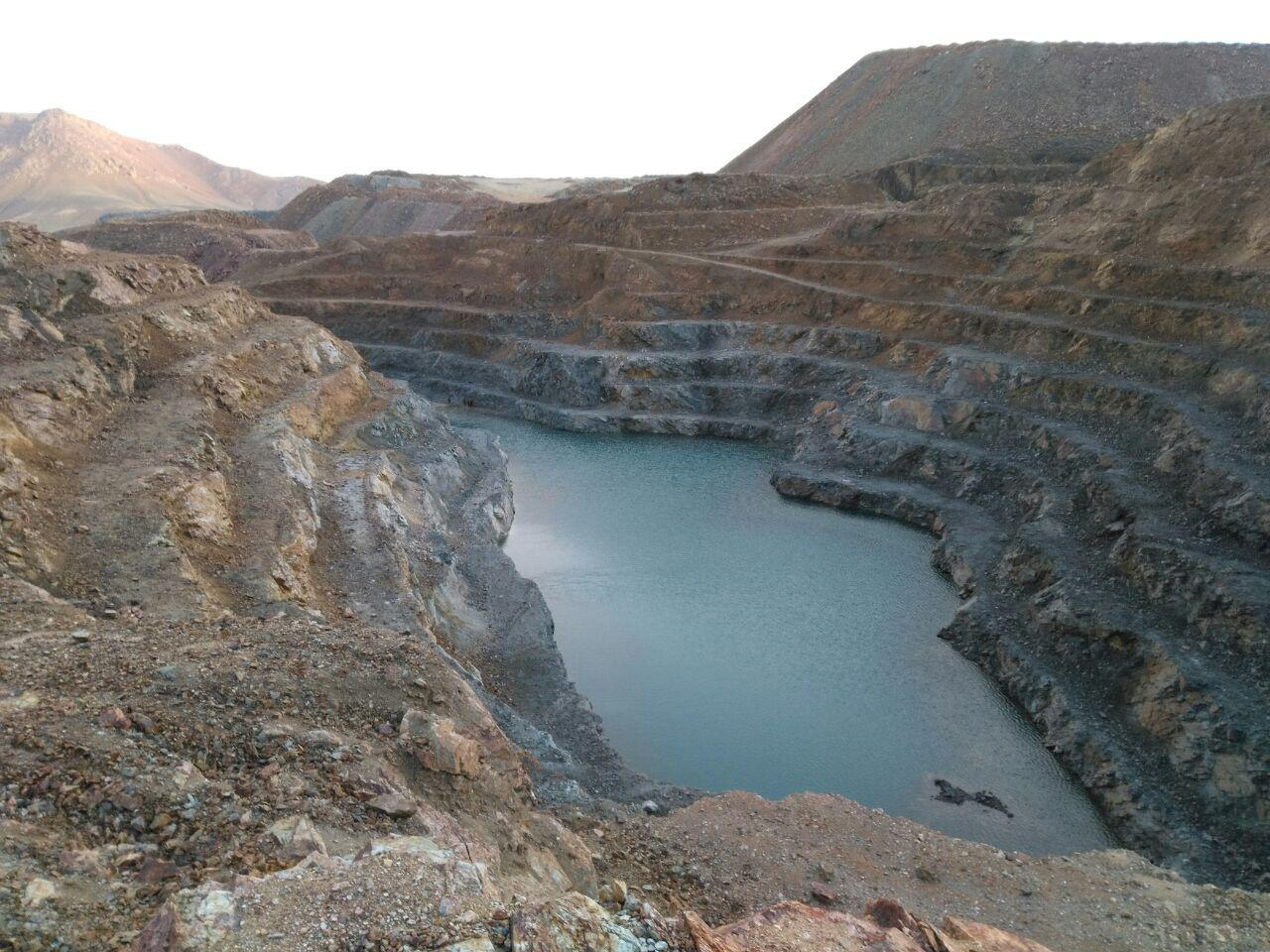
دریاچه معدن سنجده

## پوشش گیاهی
بر اساس اطلاعات موجود در منطقه موته تاکنون بیش از ۳۰۰ گونه گیاهی مرتعی که ارزش علوفه‌ای، دارویی و صنعتی دارند شناسایی شده است. از نظر تیپ گیاهی قسمت اعظم پناهگاه حیات وحش موته مخصوصاً صافیها، تپه ماهورها و مناطق جلگه‌ای را جامعه درمنه و گون تشکیل می‌دهد که در فضای بین آن‌ها گیاهان شور پسند و همچنین گیاهان خوش‌خوراک و دیگر نیز رویش دارند.
از درختان و درختچه‌های این منطقه می‌توان بادامک، بنه، تنگرس، قیچ، گز و انجیر را نام برد و از بوته‌های شاخص می‌توان به درمنه، جاز، انواع گون‌ها، فرفیون، کلاه میرحسن و ریش بز اشاره کرد.
پوشش گیاهی این منطقه از نوع ایران و تورانی است که با روش زهری جزء بخش ایران مرکزی و با روش دکتر جوانشیر جزو ایران و توران دشتی محسوب می‌شود. مطالعه و شناسایی گونه‌های جمع‌آوری شده از منطقه منجر به شناسایی ۴۷۸ گونه گیاهی از منطقه شده است.
به‌طور کلی پوشش گیاهی منطقه از نوع بوته زار بوده و از پوشش تک اشکوبی تشکیل می‌گردد.
از جوامع گیاهی موته درختچه زارهای بادام، پسته وحشی و بوته زارهای بالش مانند خاردار و درمنه را باید نام برد.

## منطقه تخت سرخ
منطقه تخت سرخ در اصطلاح محلی تخت سرخ موته (دره دوزخی) نامیده می‌شود، یکی از جاذبه‌های طبیعی و گردشگری موته است. این منطقه زیبا که در منتهی‌الیه شمال اصفهان و جنوب شرقی روستای موته و در قلب پناهگاه حیات وحش موته قرار گرفته و چشم هر گردشگری را به خود جلب می‌کند. متأسفانه فعالیت معدن کاری در پناهگاه حیات وحش باعث تخریب اراضی پناهگاه شده و محیط زیست و طبیعت در این منطقه رو به نابودی است.
در منطقه «تخت سرخ» یکی از زیباترین مناظر کویری قابل مشاهده است، منظره‌ای که به گفته کارشناسان تنها در صحرای «نوادا» دره «گریت کانیون» آمریکا نظیر آن وجود دارد. طاقدیس‌های زمین‌شناسی با زیبایی منحصر به فرد خود هر گردشگر طبیعی را به سوی خود می‌کشاند.
نخستین کاوش‌های منجر به کشف طلا در منطقه موته نیز در همین منطقه انجام شده و در یک غار سطحی نیز کتیبه‌ای مربوط به یکصد سال قبل وجود دارد که توسط دانش‌آموزان مدرسه دارالفنون کشف شده است

## معدن طلای موته
معدن طلای موته در ۲۷۰ کیلومتری جنوب غرب تهران در رشته‌کوه‌های نسبتاً پست واقع در جنوب دلیجان - شمال غربی میمه و شمال شرقی گلپایگان قرار دارد. فاصلهٔ مجتمع معدنی موته از روستای موته که در کنار جادهٔ آسفالتهٔ گلپایگان قرار دارد، ۸ تا ۱۰ کیلومتر می‌باشد. ارتفاع منطقه از سطح دریا ۱٬۹۰۰ تا ۲٬۳۰۰ متر می‌باشد.
اندیس‌های عمده در ناحیهٔ طلادار موته عبارتند از معدن طلای چاه خاتون، معدن طلای سنجده، معدن طلای درهٔ اشکی، معدن طلای تنگهٔ زر، معدن طلای چشمهٔ گوهر، معدن طلای قرم قرم، معدن طلای چاه باغ، معدن طلای چاه علامه و معدن طلای سه کلپ.
موته از حدود ۴٬۰۰۰ سال پیش شناخته شده بود. در دورهٔ قاجاریان مخصوصاً در زمان امیرکبیر، اقداماتی برای بهره‌برداری از معادن طلا به عمل آمد. از معدن طلای موته در این دوره بهره‌برداری شده است. در سال ۱۳۳۶ بود که مسلم شد در موته معادن طلا به مقدار قابل توجه وجود دارد و به همین جهت فعالیتی که آغاز گشته بود به همین ترتیب تا آخر سال ادامه یافت. کاوش‌های باستان‌شناسی در منطقه با کشف ابزارهای قدیمی استخراج این حقیقت را ثابت کرده است.

## جمعیت
بر پایه سرشماری عمومی نفوس و مسکن در سال ۱۳۹۵، جمعیت این روستا برابر با ۸۹۸ نفر (۲۸۹ خانوار) بوده است.